# I. János nyitrai püspök
János (12. század) magyar katolikus főpap.

## Élete
Durdík 1866-os listáján 1156-ban a nyitrai egyházmegye 3. püspöke, a semat-ban is ekkor nyitrai megyés püspök, de itt a névsorban a 4. helyen van. Utóda 1168-tól Eberhard (Edvard, Everard).